# Tanzen
Tanzen is een Duitstalige single van de Belgische new beat-formatie Tragic Error uit 1989.
Het tweede nummer op de single was een versie van het nummer.
Het nummer kwam binnen in de Vlaamse hitparade op 8 april 1989 en verbleef er 4 weken. Het piekte op de 28e plaats. Tevens stond het 8 weken in de Duitse hitparade waar het piekte op de 72e plaats.

## Meewerkende artiesten
- Muzikanten:
  - Patrick De Meyer
  - Wim Perdaens
  - Surya